# ソーヴール・カンドウ
ソーヴール・アントワーヌ・カンドウ（Sauveur Antoine Candau、1897年5月29日 - 1955年9月28日）は、パリ外国宣教会所属のカトリック司祭。フランス・サン＝ジャン＝ピエ＝ド＝ポル出身。筆名は貫道（かんどう）または苅田 澄（かりた すみ）。著書、新聞連載、講演、ラジオ講話などを通じて、カトリック教会の内外に声を届けた。宣教師の枠を越えた文化的活動を行い、近現代に日本に在住したカトリック神父の中では、一般の日本人にもっともよく知られた存在だった。バスク人としてのアイデンティティを保ち、日本を第二の祖国として愛した。

## 生涯

### 幼少時
カンドウ家のあるアキテーヌ地域圏ピレネー＝アトランティック県サン＝ジャン＝ピエ＝ド＝ポル（サン＝ジャン）は、フランス領バスクのバス＝ナヴァールの中心都市である。祖父のフィリップ・カンドウは教師だった。叔母のマドレーヌ・カンドウがサン＝ジャンに商店を開くと、マドレーヌの兄のフェリックス・カンドウが店を引き継ぎ、フェリックスは商店を布地店に変更した。1857年、ソーヴール・カンドウはサン＝ジャンで父フェリックスと母テレーズの間に生まれた。その名(Sauveur)はフランス語で「救い主」という意味である。11人兄弟姉妹の7番目であり、斜向かいにある教会から鐘の音が聞こえる、敬虔なカトリックの家庭で育った。6歳の頃から木製の十字架を胸にぶら下げ、9歳の時には兄とふたりでルルドの泉に巡礼した。伯父の家には富士山の絵が掲げられており、幼少時代に日本に対する興味が生まれたとされる。作家の司馬遼太郎は『街道をゆく』シリーズの取材でサン＝ジャンを訪れており、カンドウの生家がフランシスコ・ザビエルの父方の先祖の家に隣接していることを記している。

### 青年時
11歳の時に初等教育を終えると、サン＝ジャンから50kmほど離れたラレソール(Larressore)にある小神学校に進学し、17歳だった1914年にはフランス領バスクの中心都市バイヨンヌにある大神学校に進学した。その後すぐに第一次世界大戦が勃発したため、1916年にサン・シール陸軍士官学校に入学し、同年には陸軍少尉としてヴェルダンの戦いに参加し、2か月後には中尉に昇進して休暇を得た。休暇中に北フランスにある聖地リジューに巡礼し、さらにブルターニュ地方の漁村を訪れた際、漁民の信仰心に強い関心を抱いた。1919年にパリ外国宣教会に入会し、すぐにイタリア・ローマ郊外のグレゴリアン大学に留学すると、ヘブライ語とギリシャ語を修め、哲学と神学の博士号を取得した。1923年12月、26歳で司祭に叙階された。

### 日本への派遣
当時の日本に滞在する宣教師の多くは中年以上であり、1924年秋に若いカンドウが日本に派遣されることが決定した。南フランスのマルセイユ港から出航し、1925年1月に船旅を終えて日本に到着。しばらく東京・文京区関口のカトリック関口教会に滞在してから、静岡市追手町のカトリック静岡教会に赴任し、伝道師であり漢学者の村越金造に付いて日本語を学んだ。訪日から半年後には日本語を習得し、7か月目には東京で行われた講演会で、1時間にわたって日本語で講演を行っている。1926年には上京して、28歳で東京教区神学校の初代校長となった。1929年には石神井に東京公教大神学校が開校し、約10年間神学校長として日本人司祭の育成に励んだほか、早稲田大学やアテネ・フランセ、その他には上智大学講師、聖心女子大学教授、東京日仏学院学長などを務め、フランス語学やフランス文学の講義を担当した。司祭としては神学生の指導に従事したため、教会所属の司祭は経験していない。

### 第二次大戦と戦後
1939年には第二次世界大戦が勃発したため、9月にはフランス軍に召集されてフランスに帰国したが、情報部日本課で日本に対する間諜活動をすることを拒否し、従軍司祭として北部戦線に送られた。ナチス・ドイツのフランス侵攻の際には、1940年5月24日のアルデンヌの戦線で、爆撃された上に戦車に轢かれて重傷を負った。温泉地のヴィシーで療養した後、スイスではポール・マルタン博士による大規模な外科手術を受けたが、結局右脚は死去するまで不自由なままだった。1年半スイスのローザンヌにある病院で療養し、1943年にイタリアのローマに移ると、バチカンの日本公使館の顧問となった。在ヨーロッパの日本人はサレルノに集められ、収容所の中で特殊囚人として日本人たちと寝起きした。第二次大戦終結後の1948年9月、同じく神父で甥のジャック・カンドウを連れて、再び日本に渡った。
再訪日後には一般の日本人向けの著作活動を本格的に開始し、文化放送や日本放送協会(NHK)などでのラジオ講演、1950年に同人となった『心』誌への寄稿、朝日新聞への連載などで忙しい日々を過ごした。3年後の1951年には目黒区から文京区高田老松町の日本家屋に移った。晩年には血液疾患に侵されたが、日本人の血液と合致しないバスク人特有の血液のために、輸血を行うことはできなかった。1955年9月28日未明、急性十二指腸潰瘍で中落合の聖母病院に入院し、同日の午後1時頃に死去した。58歳だった。10月1日に四谷の聖イグナチオ教会で葬儀が行われ、府中市天神町にあるカトリック府中墓地に埋葬された。カトリック府中墓地には他の外国人宣教師や遠藤周作なども埋葬されている。朝日新聞は追悼記事を掲載し、カトリック雑誌『世紀』の1956年1月・2月号は「カンドウ師追悼号」と題された。1965年にはフランスでフランス語による伝記が出版され、1966年には池田敏雄による伝記『昭和日本の恩人 S・カンドウ師』（中央出版社）が出版された。

## 影響
小説家の長田幹彦はカンドウの来日2、3年後に面識を得ており、1931年の著作『緑衣の聖母』（改造社）の中にカンドウを登場させた。音楽学者・キリスト教学者の野村良雄は1934年にカンドウから洗礼を受けており、自伝的小説『若い日の出会い』でカンドウとの交流を回想している。第二次世界大戦後、東京日仏学院やアテネ・フランセで講義を行っていた時期には、小説家の加賀乙彦やなだいなだ、比較文学者の平川祐弘などがカンドウの講義を聴講した。小説家の上林暁は聖心女子大学での講演に感銘を受け、カンドウを登場させた「説教聴聞」（『過ぎゆきの歌』大日本雄弁会講談社, 1957年に収録）という小説を著した。小説家の獅子文六は自伝的小説『娘と私』（主婦之友社, 1955-1956年）でカトリックの洗礼を受けた長女を主役に据え、長女のフランス語教師だったカンドウに結婚式の司会を依頼したことを記した。第二次大戦後には西洋思想の紹介者としても活動し、シモーヌ・ヴェイユやマックス・ピカートなどを日本に紹介したのはカンドウであるとされる。
カンドウは多くの文人や知識人と接点があり、法学者の田中耕太郎はカンドウを「最良の教師」であると表現した。キリスト教文学者の武田友寿は、「戦後の日本でもっともよく知られたカトリック者といえば田中耕太郎氏とS・カンドウ神父ではないかと思う」と書いている。1963年頃にはカンドウの名前はカトリック教会内でも忘却されつつあったが、1968年以降には『カンドウ全集』など数々の著作集が出版された。

## 著書
生前に出版された書籍は『思想の旅』と『世界のうらおもて』の2冊であり、1955年の死後すぐに『永遠の傑作』と『バスクの星』が出版された。1949年から1953年にかけて、4冊の翻訳書を出版している。カンドウの日本語能力は「日本人以上」と評されることも多く、日本人文学者から称賛されることも多かった。その執筆方法は、カンドウ自身がローマ字で書いたものを、日本人協力者が漢字文に書き換えていたとされている。著作よりも談話や講演に重点を置いており、比較文学者の平川祐弘は「書かれた文章はあの講義の魅力には到底及ばない」と書いている。
単独著書
- 『思想の旅』三省堂, 1952年（絶版）
- 『世界のうらおもて』朝日新聞社, 1955年（絶版）
  - 1989年に聖母の騎士社が聖母文庫『世界のうらおもて』として再版
- 『永遠の傑作』東峰書房, 1955年（絶版）
- 『バスクの星』東峰書房, 1956年（絶版）

共同著書
- 『スポーツ人間学』新体育社, 1953年（ポール・マルタンとの共著）

翻訳書
- ギュスターヴ・ティボン『愛の哲学 神の合わせ給いしもの』河出書房, 1949年（金山政英との共訳）
- ダニエル・ロップス『キリストとその時代』（全3巻）三省堂, 1949年-1950年（金山政英との共訳）
- ジルベール・セブロン『聖人地獄へ行く』法政大学出版局, 1953年
- E・ド・ビショップ『カイミロア』法政大学出版局, 1953年

辞書編纂
- 『羅和辞典 Lexicon Latino-Japonicum』公教神学校, 1934年

雑誌論文
- 「常識擁護論」『心』1952年7月
- 「日本の新しい精神とデモクラシイ」『思想の旅』1952年9月
- 「自由について」『思想の旅』1952年9月
- 「人道主義対人道主義」『心』1953年2月
- 「現代フランスの思想界」『心』1954年2月
- 「流行哲学フェノメノロジー」『心』1954年9月

## 文献

### 関連文献
- 聖ヴインセンチオ・ア・パウロ会東京中央理事会 編『S・カンドウ師遺稿集』聖ヴインセンチオ・ア・パウロ会東京中央理事会, 1956年
- 『カンドー神父講義ノート 近代思想批判』聖心女子大学, 1956年
- 池田敏雄『昭和日本の恩人 S・カンドウ師』, 中央出版社, 1966年
- 池田敏雄 編『カンドウ全集』（本巻5冊・別巻2冊）中央出版社, 1970年 - 実質的には全集ではなく選集
- 宮本さえ子『思索のよろこび カンドウ神父の永遠の言葉』春秋社, 1971年 - アンソロジー